# Fakulteta za organizacijske vede v Kranju
Fakulteta za organizacijske vede (kratica FOV), s sedežem v Kranju, je fakulteta, ki je članica Univerze v Mariboru.
Trenutni  dekan je redni profesor Iztok Podbregar.